# 河合良成
河合良成（日语：河合 良成/かわい よしなり，1886年5月10日—1970年5月14日），日本的政治家、实业家，河合良一的父亲，是吉田茂时期的厚生大臣，还曾担任小松製作所会长。